# Yvonne Blake
Yvonne Ann Blake (Manchester, 17 aprile 1940 – Madrid, 17 luglio 2018) è stata una costumista e attrice britannica naturalizzata spagnola.

## Biografia
Yvonne Blake intraprese inizialmente la carriera di attrice per il film di François Truffaut, Fahrenheit 451, facendo la parte della donna de La questione ebraica. Nonostante in quella pellicola avesse curato i costumi, il suo primo incarico da costumista fu ne La spia dal naso freddo, del medesimo anno. Soltanto nel 1973, arrivò uno dei suoi più grandi successi, creando i costumi di Jesus Christ Superstar. Nel 1976 curò sempre i costumi di Superman e Superman II (1980). Quattro anni più tardi, nel 1984, lavorò per Il treno più pazzo del mondo e per Scarafaggi assassini. Nel 2006, creò i costumi per L'ultimo inquisitore. 
Conquistò nel 1972 l'Oscar ai migliori costumi e il premio BAFTA per la pellicola Nicola e Alessandra.
Vinse anche quattro Goya per i migliori costumi (l'equivalente spagnolo degli Academy Awards) per Remando nel vento (Remando al viento) del 1988 di Gonzalo Suárez, Canción de cuna del 1994 di José Luis Garci, Carmen del 2003 di Vicente Aranda e Il ponte di San Luis Rey (The Bridge of San Luis Rey) del 2004 di Mary McGuckian.
Nel 2012 è stata premiata con il National Cinematography Award diventando la settima donna a riceverlo e la prima non-attrice.
Presidente dell'Accademia delle arti e delle scienze cinematografiche della Spagna dall'ottobre 2016, fu colpita da un ictus il 3 gennaio 2018 e ricoverata presso l'ospedale Ramón y Cajal di Madrid. Sostituita a giugno dal collega Mariano Barroso, venne nominata presidente onorario come riconoscimento al suo eccellente lavoro.
È morta il 18 luglio 2018 all'età di 78 anni per le complicanze di un ictus.

## Vita privata
Fu sposata con l'assistente regista e scrittore Gil Carretero (Siviglia, 14 aprile 1946), nato Hermenegildo Carretero Estévez. Hanno avuto un solo figlio, David Carretero Blake (Londra, 12 settembre 1974), direttore della fotografia.

## Filmografia
- La strada sbagliata (The Idol), regia di Daniel Petrie (1966)
- La spia dal naso freddo (The Spy with a Cold Nose), regia di Daniel Petrie (1966)
- Superspia K (Assignment K), regia di Val Guest (1968)
- L'errore di vivere (Charlie Bubbles), regia di Albert Finney (1968)
- Duffy, il re del doppio gioco (Duffy), regia di Robert Parrish (1968)
- Dove osano le aquile (Where Eagles Dare), regia di Brian G. Hutton (1968)
- Il club dei libertini (The Best House in London), regia di Philip Saville (1969)
- A Talent for Loving, regia di Richard Quine (1969)
- Lo strano triangolo (Country Dance), regia di J. Lee Thompson (1970)
- L'ultima valle (The Last Valley), regia di James Clavell (1971)
- Sezione narcotici (Puppet on a Chain), regia di Geoffrey Reeve (1971)
- Nicola e Alessandra (Nicholas and Alexandra), regia di Franklin Schaffner (1971)
- Jesus Christ Superstar, regia di Norman Jewison (1973)
- I tre moschettieri (The Three Musketeers), regia di Richard Lester (1973)
- Milady (The Four Musketeers), regia di Richard Lester (1974)
- Creature grandi e piccole (All Creatures Great and Small) - film TV (1975)
- Un asso nella mia manica (Ace Up My Sleeve), regia di Ivan Passer (1976)
- Robin e Marian (Robin and Marian), regia di Richard Lester (1976)
- Metti le donne altrui ne lo mio letto... (Cuando los maridos se iban a la guerra), regia di Ramón Fernández (1976)
- La notte dell'aquila (The Eagle Has Landed), regia di John Sturges (1976)
- Superman, regia di Richard Donner (1978)
- Amici e nemici (Escape to Athena), regia di George P. Cosmatos (1979)
- Superman II, regia di Richard Lester (1980)
- Ghiaccio verde (Green Ice), regia di Ernest Day (1981)
- Las aventuras de Enrique y Ana, regia di Ramón Fernández (1981)
- Bearn o la sala de las muñecas, regia di Jaime Chávarri (1983)
- Scarafaggi assassini (Scarab), video, regia di Steven-Charles Jaffe (1983)
- Il treno più pazzo del mondo (Finders Keepers), regia di Richard Lester (1984)
- L'amore e il sangue (Flesh+Blood), regia di Paul Verhoeven (1985)
- Harem - film TV (1986)
- Casanova - film TV (1987)
- Onassis: l'uomo più ricco del mondo (Onassis: The Richest Man in the World) - film TV (1988)
- Remando al viento, regia di Gonzalo Suárez (1988)
- Il ritorno dei tre moschettieri (The Return of the Musketeers), regia di Richard Lester (1989)
- Don Juan en los infiernos, regia di Gonzalo Suárez (1991)
- Spie contro (Company Business), regia di Nicholas Meyer (1991)
- La reina anónima, regia di Gonzalo Suárez (1992)
- Función de tarde - serie TV, 1 episodio (1993)
- Canción de cuna, regia di José Luis Garci (1994)
- El detective y la muerte, regia di Gonzalo Suárez (1994)
- Riccardo III - Un uomo, un re (Looking for Richard), regia di Al Pacino (1996)
- Crime of the Century - film TV (1996)
- Il prezzo del coraggio (The Price of Heaven) - film TV (1997)
- Al di là dei sogni (What Dreams May Come), regia di Vincent Ward (1998)
- Presence of Mind, regia di Antoni Aloy (1999)
- Frankie & Ben: Una coppia a sorpresa (Gaudi Afternoon), regia di Susan Seidelman (2001)
- James Dean - La storia vera (James Dean) - film TV (2001)
- The Reckoning - Percorsi criminali (The Reckoning), regia di Paul McGuigan (2002)
- Carmen, regia di Vicente Aranda (2003)
- Il ponte di San Luis Rey (The Bridge of San Luis Rey), regia di Mary McGuckian (2004)
- Tirante el Blanco, regia di Vicente Aranda (2006)
- L'ultimo inquisitore (Goya's Ghosts), regia di Miloš Forman (2006)
- There Be Dragons - Un santo nella tempesta (There Be Dragons), regia di Roland Joffé (2011)
- The Ravine of the British, cortometraggio, regia di Víctor Matellano (2014)
- Wax, regia di Víctor Matellano (2014)